# Henry Crown
Henry Crown, född Krinsky 13 juni 1896 i Chicago, död 14 augusti 1990 i Chicago, var en amerikansk industrialist och filantrop. Han grundade 1919 Material Service Corporation som fusionerades 1959 med General Dynamics.
Crown köpte Empire State Building år 1951 och sålde byggnaden, som var på den tiden världens högsta skyskrapa, år 1961. Enligt Crown hade byggnaden upphört att intressera honom.